# Gouda Vandtårn
Gouda Vandtårn er et tidligere vandtårn beliggende i Gouda, Sydholland. Tårnet er tegnet af arkitekt Jan Schotel og opført i 1883. Højden af tårnet er 33,15 meter og dets tank kan rumme 300 m3 vand.
Drikkevandsselskabet Oasen (før 1. december 2005 Hydron Zuid-Holland) solgte i 2003 tårnet til en virksomhed, der laver trådløse apparater. En ombygning var ikke nødvendig, da tårnets stueetage kunne tages i brug med det samme.
Endvidere har vandværket solgt arealerne på begge sider af tårnet til opførelse af boliger. Tårnet har status af rijksmonument.
52°00′05″N 4°42′16″Ø / 52.00139°N 4.70444°Ø